# マルティン・ポグライエン
マルティン・ポグライエン（Martin Poglajen　1942年9月28日 - ）はオランダの柔道選手。ドイツのエッセン出身。階級は中量級。身長176cm。

## 人物
1964年のヨーロッパ選手権には中量級の選手ながら無差別に出場すると決勝まで勝ち上がり、アントン・ヘーシンクに敗れたものの2位となった。1965年のヨーロッパ選手権中量級では優勝を飾った。1967年の世界選手権では決勝まで勝ち進むが、丸木英二に合技で敗れて2位だった。1969年の世界選手権では3位だった。1972年のミュンヘンオリンピックでは3回戦で敗れた。

## 主な戦績
- 1964年 - ヨーロッパ選手権　無差別　2位
- 1964年 - ドイツ国際　2位
- 1965年 - ヨーロッパ選手権　優勝
- 1966年 - ヨーロッパ選手権　3位
- 1966年 - ドイツ国際　優勝
- 1967年 - 世界選手権　2位
- 1967年 - ドイツ国際　優勝
- 1969年 - ヨーロッパ選手権　3位
- 1969年 - 世界選手権　3位
- 1970年 - ヨーロッパ選手権　2位
- 1974年 - オランダ国際　2位